# Laprida partido
Laprida egy partido (körzet) Argentínában a Buenos Aires tartományban. A fővárosa Laprida.

## Települések
| - Laprida - Pueblo San Jorge - Pueblo Nuevo | Parajes - Colonia Artalejo - Las Hermanas - Paragüil - Santa Elena - Voluntad |